# Ansamicina

Estructura molecular de la rifapentina, una de las ansamicinas derivada de la rifamicina, usada en el tratamiento de la tuberculosis.

Las ansamicinas son una familia de metabolitos secundarios que cuentan con actividad antimicrobiana en contra de bacteria Gram positivas y algunas Gram negativas. El grupo incluye varios compuestos entre los cuales se encuentran las estreptovaricinas y rifamicinas. Se ha notado que estos compuestos ejercen actividad antiviral hacia bacteriófagos y poxvirus. Las ansamicinas también se han usado como antibióticos antineoplásico.
El nombre ansamicina viene del latín ansa que significa mango, debido a que la estructura tiene un residuo aromático enlazado por cadenas alifáticas.
Las ansamicinas fueron descubiertas en 1959 por Sensi et al., de una Actinomyces, Amycolatopsis mediterranei.

## Estructura
La principal diferencia entre los distintos derivados de las ansamicinas radica en el residuo aromático, el cual puede ser un anillo naftaleno o un anillo naftoquinona como en el caso de la rifamicina y la naftomicina.
Otra variedad comprende sistemas de anillos benceno o benzoquinonas como en el caso de la geldanamicina o ansamitocina. 

## Ejemplos
Las rifamicinas son una sublcase de ansamicinas con alta potencia en contra de la actividad micobacteriana. La rifabutina, una de las rifamicinas, es substrato e induce al citocromo P450, por lo que se requieren concentraciones más bajas en casos de pacientes que estén tomando medicinas que también usen a esa enzima. Ello es de particular importancia en el tratamiento de tuberculosis (incluso en tuberculosis multirresistente), lepra y otras infecciones micobacterianas en pacientes con sida y que estén usando retrovirales, los cuales son también sustrato del citocromo P450. Se han aislado varios análogos de estos compuestos a raíz de varios procariotas.
Aquellos organismos (M. tuberculosis, M. avium intracellulare y M. fortuitum) resistentes a la rifampina, serán también resistentes a la rifabutina.